# Betlica
Betlica (in russo Бетлица?) è un villaggio della Russia europea, nell'oblast' di Kaluga; è il centro amministrativo del distretto Kujbyševskij.
Si trova 170 km a sud-ovest di Kaluga.